# Toàn Dịch
Toàn Dịch (tiếng Trung: 全懌; bính âm: Quan Yì; ? - ?), không rõ tên tự, là tướng lĩnh nước Đông Ngô thời Tam Quốc trong lịch sử Trung Quốc.

## Cuộc đời
Toàn Dịch quê ở huyện Tiền Đường, quận Ngô, Dương Châu, là con trai thứ ba của Vệ tướng quân Toàn Tông. Mẹ Dịch có thể là công chúa Tôn Lỗ Ban, vợ kế của Tông.
Năm 249, Toàn Tông chết, Toàn Dịch tập tước Tiền Đường hầu.
Tháng 5 năm 257, đô đốc Dương Châu của Ngụy là Gia Cát Đản nổi dậy chống quyền thần Tư Mã Chiêu, sai Ngô Cương đem con cả Gia Cát Tịnh sang Ngô làm con tin, cầu viện binh. Quyền thần Tôn Lâm phái Toàn Dịch, Toàn Đoan, Đường Tư, Văn Khâm dẫn quân tới Thọ Xuân chi viện Đản.
Tháng 11, con trai của Toàn Tự (con trưởng Toàn Tông, anh của Toàn Dịch) là Toàn Y cùng các em Toàn Nghi, Toàn Tĩnh mang cả nhà sang hàng Ngụy. Chung Hội bày kế ly gián, sai Y, Nghi viết thư do Dịch, Đoan, nói rằng vì Toàn Dịch tham chiến bất lợi, khiến Tôn Lâm nổi giận, muốn giết cả nhà họ Toàn.
Hai người nhận được thư, trong lòng lo lắng bất an. Tháng 12, Toàn Dịch, Toàn Đoan hàng Ngụy. Tư Mã Chiêu phong Dịch làm Bình đông tướng quân, tước Lâm Tương hầu.

## Trong văn hóa
Trong tiểu thuyết Tam quốc diễn nghĩa của La Quán Trung, Toàn Dịch xuất hiện ở hồi 108 hoặc hồi 112. Tôn Quyền chết, Ngụy chia quân ba đường phạt Ngô. Toàn Dịch (đoạn sau lại chép thành Toàn Đoan) cùng Lưu Lược nhận lệnh của phụ chính Gia Cát Khác, phòng thủ hai thành tả hữu Đông Hưng, khiến tướng Ngụy là Hồ Tuân không làm gì được.
Gia Cát Đản nổi dậy ở Thọ Xuân, cho người cầu viện Đông Ngô. Quyền thần Tôn Lâm lấy Toàn Dịch, Toàn Đoan làm chủ tướng, dẫn Vu Thuyên, Chu Dị, Đường Tư, Văn Khâm dẫn quân đánh Ngụy. Chu Dị bày kế chia quân giáp công, để Dịch, Đoan, Khâm vào thành. Mưu kế bị Tư Mã Chiêu đoán được, quân Ngô đại bại, Dị bị Tôn Lâm chém đầu.
Con của Toàn Đoan là Toàn Y sau đó thua trận, cùng đường phải hàng Tư Mã Chiêu, được Chiêu trọng dụng, phong làm thiên tướng quân, viết thư gửi cho cha chú, khuyên hai người đầu hàng. Toàn Dịch nhận được thư, cùng Toàn Đoan dẫn mấy nghìn người mở cửa thành ra hàng. Gia tộc ở Kiến Nghiệp bị Tôn Lâm tru di sạch.